# In manus tuas
La locuzione latina In manus tuas, tradotta letteralmente, significa nelle tue mani. (Lc 23, 46)
"In manus tuas Pater commendo spiritum meum"  sono le ultime parole, tradotte in latino, pronunciate da Gesù sulla croce prima di spirare. È la parola che chiude il mistero della Passione di Cristo e apre il mistero della liberazione attraverso la morte, che si realizzerà nella Resurrezione.